# Pauline Newman
Pauline M. Newman, född omkring 1890 i Kaunas i dagens Litauen, död 8 april 1985 i New York, var en amerikansk fackföreningsaktivist. Hon var verksam i det amerikanska textilarbetarförbundet.

## Biografi
Pauline Newman föddes i Kaunas i dagens Litauen där fadern var privatlärare i Talmudstudier för barn till välbärgade och modern sålde frukt på marknaden som hon köpte in i trakten. Hon hade två systrar och en bror. Hon nekades att börja i den lokala skolan eftersom familjen var judisk och fattig. Hon tjatade på rabbinen att få gå i den religiösa skolan, som bara var avsedd för pojkar. Hon tilläts delta och lärde sig läsa och skriva, men fick inte göra några religiösa studier, och då följde hon med sin far när han undervisade. Fadern gick bort hastigt och 1901 flyttade modern och de tre döttrarna till Amerika, dit brodern redan flyttat. De slog sig ned i immigrantkvarteren i Lower East Side på Manhattan i New York.
Hon började först att arbeta i en fabrik som tillverkade hårborstar och därefter i fabriken Triangle Shirtwaist Factory, som sydde damkläder. Hon började engagera sig politiskt och skrev för tidningen Jewish Daily Forward om de dåliga förhållandena som fabriksarbeterskorna hade. Hon var med och organiserade en stor hyresstrejk 1907, som utmynnade i flera års organiserad kamp för bättre hyresvillkor och till sist ledde till hyresregleringar. Hon var också engagerad i en storstrejk 1909, där hon hade agiterat bland beklädnadsarbetarna. Strejken samlade över 10 000 arbetare och var den största strejken dittills i USA. Hon blev därefter den första kvinnliga ledaren i bekädnadsfacket International Ladies' Garment Workers' Union där hon sedan var verksam resten av sitt liv. och hon kämpade för kvinnlig rösträtt. År 1911 skedde en brand på hennes gamla arbetsplats Triangle Shirtwaist Factory. Över 150 fabriksarbeterskor dog, många när de tvingades hoppa för att undkomma lågorna. Branden satte fingret på flera missförhållanden inom industrin, bland annat att salarnas dörrar var låsta, inklusive utgångar och dörrar till trapphus, för att förhindra otillåtna pauser och stölder. Pauline Newman kände flera av offren och tackade sitt fackliga engagemang för att hon inte var en av de omkomna. Hon höll därefter årligen ett minnestal över olyckan.
Hon var med i den kommission som granskade olyckan, år 1918 blev hon chef för fackföreningens avdelning för arbetsplatstrygghet, en tjänst hon innehade resten av sitt yrkesverksamma liv. År 1917 engagerade hon sig i Women's Trade Union League, en organisation som sammanförda välbärgade kvinnliga aktivister och filantroper med den fackliga verksamheten. I samband med det träffade hon Frieda Muller, som forskade i ekonomi på Bryn Mawr College i Philadelphia. De båda inledde en relation och flyttade ihop inom ett år.
Pauline Newman valde att arbeta i närheten av New York resten av sitt yrkesverksamma liv. Hon var anlitad som expert inom arbetsmiljö, hälsa och säkerhet av staten New York, USA:s förvaltning och Förenta nationerna. Hon ingick i en expertgrupp runt Eleanor Roosevelt och tillsammans med Frieda Miller granskade de villkoren i Västtysklands fabriker efter Andra världskriget.
Under den andra vågens feminism gladdes hon över att uppmärksammas som en feministisk pionjär och förgrundsfigur. Hon har därefter även uppmärksammats som en förgrundsfigur inom HBTQ-rörelsen.

## Familj
Pauline Newman flyttade ihop med Frieda Miller i en lägenhet i Greenwich Village i New York år 1923. Frieda Miller födde samma år en dotter i Neapel i Italien. De hävdade att dottern var adopterad i Europa, men hon var resultatet av en affär med en kollega. De uppfostrade dottern tillsammans och det var inte förrän hon var 17 år som dottern fick veta att Frieda Miller var hennes mor. Även om homosexuella förhållanden inte var tillåtna, var det välkänt av hennes arbetsgivare och politiska medarbetare att de levde tillsammans. Deras relation varade till 1973, då Frieda Miller gick bort. Sina sista år bodde Pauline Newman hos dottern, Elisabeth Burger Owens, familj. Frieda Miller hade levt sina sista år på ett ålderdomshem vilket dottern senare ångrade.